# 陳林每
陳林每為中國清朝武官官員，本籍福建，臺灣府臺灣縣人。曾官至臺灣鎮總兵、江南狼山鎮總兵，署惠州提督，任內逝世。在臺灣府城鎮北坊有宅第。總兵任內發生彰化縣內凹庄及柳樹湳兵民被兇番焚殺案。於《重修臺灣縣志》、《續修臺灣縣志》中有傳。
四草大眾廟主神鎮海大元帥「陳酉」的生平介紹，可能是將他與陳友的生平混合而成。

## 生平
根據《續修臺灣縣志》記載，陳林每年少時貧困不識字，替人駕牛為生。一日與悍卒發生衝突，事後投身軍旅，應募入莆田伍籍。朱一貴事件後，因功授以把總，後來迅速陞遷至臺灣鎮總兵。而在陳林每在擔任總兵前，還在雍正十三年（1735年）擔任過臺灣水師協標左營游擊。後來在乾隆十六年十月十八日（1751年12月5日）下旨出任臺灣鎮總兵，陳林每則在乾隆十七年廿月十九日（1752年4月3日）抵臺。
《續修臺灣縣志》記載他治兵甚嚴，且要求其子孫若犯法也當重懲，不可因為他的關係而輕放縱容。他對於士大夫相當尊重，王必昌編纂《重修臺灣縣志》時經常造訪，陳林每總是以禮相待。後來又署惠州提督，於任內逝世。

## 家族
據說陳林每本名「陳酉」，因曾以駕牛車為生所以又稱「牛車酉」，後來從軍時才改名為林每。其父陳世春，來自福建漳州府龍溪縣十一都。他排行家中弟五，上有四名哥哥，分別是陳喜、陳興、陳萬、陳允。